# Uljanik plovidba
Uljanik plovidba je hrvaški ladjar, ki je bil ustanovljen leta 1986. Sedež podjetja je v Pulju. Družba ima pet ladij za razsuti tovor in štiri tankerje.Podjetje je del skupine Uljanik, v kateri je tudi ladjedelnica Uljanik.